# وستهواس-مارموتیه
وستهواس-مارموتیه (به فرانسوی: Westhouse-Marmoutier) یک کمون در فرانسه با جمعیت ۲۵۶ نفر است که در Canton of Marmoutier واقع شده‌است.